# Chimes of Freedom
Chimes of Freedom – piosenka skomponowana przez Boba Dylana, nagrana przez niego w czerwcu 1964 r. i wydana na czwartym studyjnym albumie Another Side of Bob Dylan w sierpniu 1964 r.

## Historia i charakter utworu
Utwór jest zbliżony do „A Hard Rain’s a-Gonna Fall”, zwłaszcza w posłużeniu się szybkimi sekwencjami migawkowych obrazów.
Prekursorem piosenki było „11 epitafiów” Dylana, które powstały pod koniec 1963 i na początku 1964 r. i zostały umieszczone na okładce albumu The Times They Are a-Changin’.
Dylan począł pisać tekst w czasie wspólnej podróży przez Amerykę ze swoimi trzema znajomymi. Podróż ta rozpoczęła się w Nowym Jorku 3 lutego 1964 r. i zakończyła 22 lutego. W połowie lutego Dylan po raz pierwszy wykonał tę piosenkę podczas koncertu w Denver.

## Wersje Dylana
- 15 lutego 1964 – pierwsze wykonanie kompozycji podczas koncertu w „Civic Auditorium Theater” w Denver
- 9 czerwca 1964 – Columbia Studio A. Dylan nagrał siedem wersji utworu. Jedna z nich ukazała się na albumie Another Side of Bob Dylan.
- 14 maja 1964 – studio TV Didsbury w Manchesterze. Prawdopodobnie były to nagrania do programu „Hallelujah” i nie zostały ostatecznie wyemitowane.
- 17 maja 1964 – koncert w „Royal Festival Hall” w Londynie. Został on nagrany przez Pye Records i pozostał niewydany do dziś.
- 26 lipca 1964 – występ na Newport Folk Festival; to wykonanie ukazało się zarówno na albumie jak i na dwóch filmach (zobacz: Dyskografia i wideografia).
- kon. września 1964 – koncert w „Town Hall w Filadelfii w stanie Pensylwania

Po długim okresie przerwy Dylan przypomina sobie o tym utworze w 1987 r.
- Piosenka ta jest wykonywana podczas krótkiego tournée Dylana z grupą Grateful Dead w lipcu 1987 r. Nie została jednak umieszczona na albumie dokumentującym te koncerty.
- Następnie utwór był wykonywany podczas tournée Dylana „Świątynie w płomieniach” we wrześniu i październiku 1987 r.
- 17 stycznia 1993 – niespodziany występ Dylana z orkiestrą Quincy'ego Jonesa przy pomniku Lincolna w Waszyngtonie z okazji inauguracji prezydentury Billa Clintona.
- Ponownie powrócił do wykonywania tej kompozycji podczas jesiennego odcinka „Nigdy nie kończącego się tournée” w 2000 r.

## Dyskografia i wideografia
Dyski
- The Bootleg Series Vol. 7: No Direction Home: The Soundtrack

Filmy
- The Other Side of the Mirror. Bob Dylan Live at the Newport Folk Festival 1963-1975
- No Direction Home

## Inne wersje
- Byrds – Mr. Tambourine Man (1965); Greatest Hits (1967); Byrds Play Dylan (1980); Definitive Collection (1998); Full Flyte (1865-1970) (1998)
- Dino, Desi and Billy - Memories Are Made of This (1966)
- West Coast Pop Art Experimental Band - Volume One (1966)
- Julie Felix - Flowers (1967)
- The Brothers & Sisters of Los Angeles - Dylan’s Gospel (1969)
- Barracudas - Los Angeles & Vicinity (1982); Live in Madrit (1986)
- Mike Wilhelm - Mean Ol' Frisco (1985)
- Bruce Springsteen – Spare Parts (1988)
- Bruce Springsteen na albumie różnych wykonawców Chimes of Freedom (1988)
- Youssou N’Dour – The Guide (Wommat) (1994)
- Phil Carmen - Bob Dylan’s Dream (1996)
- Zimmermen - After the Ambulances Go (1998)
- Joan Osborne na albumie różnych wykonawców The Sixties - TV Soundtrack (1998)
- Enzo Pietropoli - Stolen Songs (1999)
- Eliza Gilkyson - Misfits (2000)
- Rocky Erickson - Hide Behind the Sun (2000)